# Хенк Веркьойл
Хенк Веркьойл (на нидерландски: Henk J. Verkuyl), р. 4 юни 1938 г., е нидерландски професор лингвист.
Той е почетен професор по лингвистика в Утрехтския университет. Основните му приноси са в областта на аспектуалната семантика. Има обширни изследвания в областта на лексикографията и лексикалната семантика. Веркьойл все още работи активно в езикознанието чрез приноси в областта на семантиката.

## Композиционна теория на вида
Най-същественият принос на Веркьойл е така нареченият плюс принцип (plus principle) който представлява композиционно третиране на вида. Видът представлява явление, при което някои изречения в езика изразяват „завършени“ ситуации, темпорално ограничени с достигнат предел, а други не. Например изречението Джон е прочел книга означава, че Джон е приключил четенето на тази книга. Докато Джон се разхождаше из парка само предполага, че някой е видял Джон да се разхожда в парка: Джон все още може да се разхожда в парка, изречението не съобщава за това нищо повече. Първият вид изречения се наричат перфективни (свършени), вторият имперфективни (несвършени).
Традиционно видът, също както т.нар. Aktionsarten (начини на глаголното действие) в славянската теория, се разглежда като свойство на глагола. Това е така, защото в славянските езици глаголите имат две форми, свършен и несвършен вид. В дисертацията си Веркьойл показва, че това не е вярно, и че аспектуалната (видовата) стойност на изречението зависи от три части на изречението: подлог, глагол, допълнение. Само ако и трите части са от правилния тип, изречението има перфективно (свършено) значение:
- John ate an apple (на български 'Джон изяде една ябълка') - перфективно (свършено) изречение
- John carried an apple (на български 'Джон носеше ябълка' - имперфективно (несвършено) изречение, защото глаголът не е от правилен тип
- John ate apples (на български 'Джон ядеше ябълки) - имперфективно (несвършено) изречение, защото прякото допълнение не изразява "определено, ограничено количество"
- Children ate an apple (на български 'Децата ядяха ябълка') - не е перфективно (свършено) изречение, защото подлогът изразява "неопределено, неограничено количество"

Това прозрение в композиционната природа на вида е важна тема в изследването на видовите (аспектуалните) значения, въпреки че след откритието на композиционния вид в лингвистиката са направени много уточнения и промени.

## Основни публикации
- On the Compositional Nature of the Aspects, 1971 г., дисертация в Утрехтския университет
- Logica, taal en betekenis - deel I en II.. Публикувана през 1982 г. под псевдонима Gamut заедно с Йохан ван Бентем, Йерун Грьонендейк, Дик де Йонг и Мартин Стокхоф
- Cryptogrammatica, ръководство за създаване на криптограми, публикувано през 1988 г.
- A Theory of Aspectuality. The Interaction between Temporal and Atemporal Structure. Публикувана през 1993 г. от Cambridge University Press.
- Binary tense. Публикувана през 2008 г. от CSLI Publications, Станфорд.
- The Compositional Nature of Tense, Mood and Aspect.  Публикувана през 2022 г. от Cambridge University Press.
- За Веркьойл. Krasimir Kabakčiev. After Verkuyl’s discovery aspect is no longer a mystery, but aspectology needs a reform. Review article: Henk Verkuyl, The Compositional Nature of Tense, Mood and Aspect. Cambridge: Cambridge University Press, 2022. Athens Journal of Philology 10(3), 2023, pp. 247-274.

## Любопитни факти
Под псевдонима Dr Verschuyl или H. J. Verschuyl Веркьойл публикува речници и енциклопедии за пъзели.